# Giovanni Battista Borghi
Giovanni Battista Borghi (25. srpna 1738 Camerino – 25. února 1796 Loreto) byl italský hudební skladatel.

## Život
V letech 1757–1759 studoval na neapolské konzervatoři Conservatorio della Pietà dei Turchini. Jeho učiteli byli Lorenzo Fago, Girolamo Abos a Pasquale Cafaro. V letech 1759–1777 působil jako maestro di cappella v katedrále v Orvietu a od roku 1778 až do své smrti byl ve stejné funkci v bazilice Svatá chýše (Santa Casa) v Loretu. Po roce 1759 často cestoval, aby uvedl svá díla v Benátkách, Florencii, Římě a dalších italských městech (uvádí se, že navštívil i Vídeň a Rusko).
Často bývá zaměňován se svými současníky, houslistou a skladatelem Luigim Borghim (1745–1806) nebo cembalistou Giovannim Borghim.

## Dílo

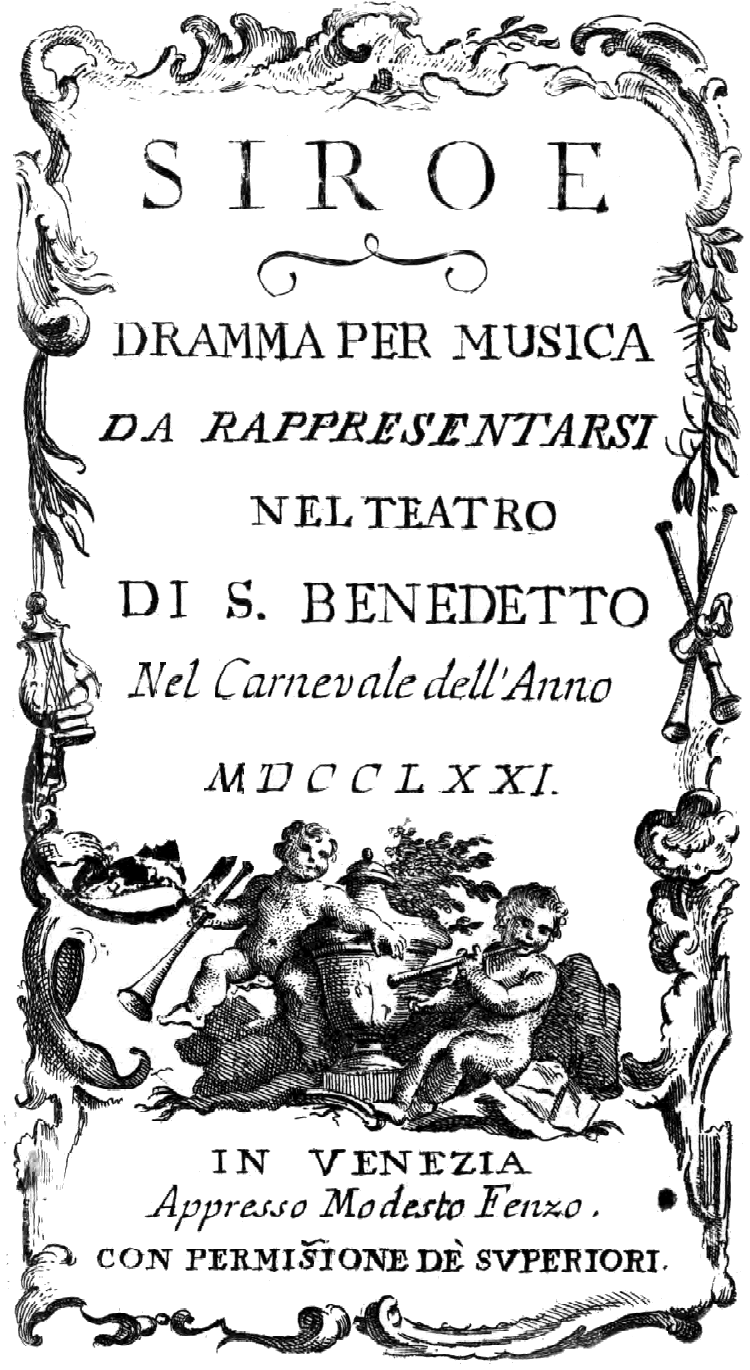
Titulní strana libreto opery Siroe.

### Opery
- Adriano in Siria, opera seria; libreto Pietro Metastasio; 1759, Turín
- Il tutore deluso, intermezzo; libreto A. Gatta; 1762, Lucca
- Le nozze disturbate, farsetta; libreto A. Gatta; 1762, Florencie
- Merope, dramma per musica; libreto Apostolo Zeno; 1768, Řím
- Alessandro in Armenia, dramma per musica; libreto C. Doriano; 1769, Benátky
- La schiava amorosa, farsetta; libreto Marcello Bernardini; 1770, Řím
- L’amore in campagna (Le villanelle innamorate), farsetta; libreto Pietro Chiari; 1771, Řím
- Siroe, dramma per musica; libreto Pietro Metastasio; 1771, Benátky
- Le avventure di Laurina, intermezzo; 1772, Řím
- Il trionfo di Clelia, dramma per musica; libreto Pietro Metastasio; 1773, Neapol
- Ricimero, dramma per musica; libreto Francesco Silvani; 1773, Benátky
- Il filosofo amante, farsetta; 1774, Řím
- Artaserse, dramma per musica; libreto Pietro Metastasio; 1775, Benátky
- La donna instabile, dramma giocoso; libreto Giovanni Bertati; 1776, Benátky
- Gli tre pretendenti, dramma giocoso; libreto Giovanni Bertati; 1777, Bologna
- Creso, re di Lidia, dramma per musica; libreto Giovacchino Pizzi; 1777, Florencie
- Eumene, opera seria; libreto Apostolo Zeno; 1777, Benátky
- Tito Manlio, dramma per musica; libreto Gaetano Roccaforte; 1780, Řím
- Quinto Fabio, dramma per musica; libreto podle Lucio Papirio dittatore Apostolo Zena; 1781, Florencie
- Arbace, dramma per musica; libreto Gaetano Sertor; 1782, Benátky
- Piramo e Tisbe, dramma per musica; libreto Gaetano Sertor; 1783, Florencie
- Olimpiade, opera seria; libreto Pietro Metastasio; 1784, Modena
- La morte di Semiramide, tragedia; libreto Simeone Antonio Sografi; 1791, Milán
- Egilina, opera seria; libreto Angelo Anelli; 1793, Milán

### Oratoria
- Isacco figura del redentore; libreto Pietro Metastasio; 1764, Camerino
- Giuseppe riconosciuto; libreto Pietro Metastasio; 1766, Orvieto
- La morte d’Abel; libreto Pietro Metastasio; 1789, Tolentino